# Sei
Sei é o sétimo álbum de estúdio do cantor e compositor Nando Reis e sua banda Os Infernais. Foi gravado em Seattle, Washington, EUA, com a ajuda do produtor Jack Endino, que já produziu quatro álbuns dos Titãs, ex-banda de Nando. De acordo com Nando, Jack era o "sujeito certo" para gravar o som d'Os Infernais.
Foi indicado ao Grammy Latino de Melhor Álbum de Rock Brasileiro de 2013.

## Gravações
Sei é o primeiro lançamento independente de Nando, depois da recusa da Universal Music Group em renovar o contrato que tinha com o músico. Nando afirmou que o processo de se tornar independente é irreversível. Ainda, segundo o músico:
| “ | A Universal não quis renovar comigo, e eu quis ter essa experiência. Não faz muita diferença do ponto de vista artístico, a mudança se dá na parte administrativa, na concepção da venda do disco. É algo que eu só poderia fazer dessa forma se estivesse sozinho. | ” |

Nando também disse que ele não estava mais entendendo várias coisas na mecânica das companhias, "como a margem de lucro, com discos a R$ 30, que um ano depois custam R$ 5."
Nando afirmou que a faixa "Lamento Realengo" foi inspirada por um DVD aparentemente pirata que ele comprou, no qual Bob Marley e os Wailers ensaiavam em 1973. "Pirei [assistindo ao DVD]. Isso acabou em "Lamento Realengo", que é meio samba, meio reggae. Gravei até com um violão de nylon, não tocava um há 15 anos!".
A faixa de abertura "Pré-Sal", sua favorita no álbum, descreve coisas relacionadas à sua infância e teve o nome sugerido por sua irmã. Segundo Nando, ele reuniu os irmãos em sua casa para mostrar as canções que ele gravaria. Sua irmã então o sugeriu que chamasse a primeira faixa de "Pré-Sal", devido ao fato de ela ser "profunda e anterior à consciência".
"Back in Vânia" foi batizada em homenagem a "Back in Bahia", de Gilberto Gil. Seus versos trazem diversas referências a episódios da vida de Nando, conforme ele explicou em vídeo.
A faixa "Luz Antiga", que já havia sido gravada anteriormente por Ana Cañas, fala sobre um homem que não tem o retorno afetivo que gostaria de sua amada e expressa seus desejos, saudades e frustrações.

## Lançamento
Sete faixas do álbum foram lançadas pela Rádio UOL. A primeira foi o single "Sei", seguida por "Pré-Sal", "Back in Vânia", "Pra Quem Não Vem", "Eu & a Bispa", "Coração Vago" e "Lamento Realengo". O álbum inteiro foi disponibilizado mais tarde para audição no site oficial do cantor, embora os internautas tenham que se logar via Facebok, Twitter, Google+ ou outros métodos para conseguir ouvir o disco.
O preço do álbum será definido pelos fãs, de acordo com as suas opiniões sobre o disco. Quem comprá-lo vai ganhar também presentes especiais, incluindo acesso às gravações originais, faixas extras e um pôster com a capa do álbum.
A canção "Sei" foi incluída na trilha sonora da telenovela global Lado a Lado (2012-13).

## Recepção da crítica
| Críticas profissionais | Críticas profissionais |
| Avaliações da crítica  | Avaliações da crítica  |
| Fonte                  | Avaliação              |
| ---------------------- | ---------------------- |
| Rolling Stone Brasil   | [ 11 ]                 |
| Território da Música   | [ 12 ]                 |
| Notas Musicais         | [ 13 ]                 |

Leonardo Lichote, d'O Globo, elogiou as referências a músicas brasileira contidas no disco, afirmando que "Nando se vincula, assim, a um caminho que já é o seu: o de compositor popular que transforma suas dores e prazeres em versos carregados da verdade, sejam simples como "Eu te amo" (há variações mil no álbum) ou codificados quase que só para si."
Escrevendo para a Rolling Stone Brasil, José Julio do Espírito Santo chamou o álbum de "redentor" para um artista que não lançava nada novo desde 2009, e disse ainda que Sei "traz a poesia de Nando Reis presa e acumulada há três anos, e que agora sai, quase convulsiva, explodindo. Não muda a persona romântica do ruivo. Apenas a amadurece e a revigora em um belo álbum." Ele também comentou a produção de Jack Endino, afirmando que o resultado dela, "principalmente ouvido nos timbres dos teclados e do violão, é de um mestre que prima pela economia de efeitos."
Lizandra Pronin também apontou a produção de Jack, dizendo que ele "deu ao álbum uma embalagem ao mesmo tempo pesada e acessível, respeitando o estilo do músico - ou seja sem descaracterizá-lo de forma alguma. [...] Mas o mérito pelo belo repertório de "Sei" é de nando [sic] Reis e sua incrível capacidade para criar canções fáceis porém de qualidade." Disse também que Nando é um "compositor de mão cheia" e que ele trouxe letras que "mantém [sic] aquela característica entre o lisérgico e o poético - dependendo do ponto de vista - bem conhecidas do compositor."
Em seu blog Notas Musicais, Rodrigo Goffredo foi mais um a apontar a produção de Jack, dizendo que ele "acertou ao dosar bem o peso grunge de sua mão na formatação das 15 músicas inéditas de Sei". Ele falou também sobre as letras de amor contidas em várias faixas do álbum, que ele considera ter sido feito "de peito e coração abertos".

## Faixas
Todas as letras escritas por Nando Reis. 
| N.º | Título                     | Duração |  |
| 1.  | "Pré-sal"                  | 7:03    |  |
| 2.  | "Sei"                      | 3:18    |  |
| 3.  | "Back in Vânia"            | 4:35    |  |
| 4.  | "Pra Quem Não Vem"         | 4:14    |  |
| 5.  | "Declaração de Amor"       | 5:00    |  |
| 6.  | "Eu & a Bispa"             | 1:41    |  |
| 7.  | "Coração Vago"             | 6:26    |  |
| 8.  | "PERSxPECTIVA"             | 4:48    |  |
| 9.  | "Ternura & Afeto"          | 2:37    |  |
| 10. | "Luz Antiga"               | 4:09    |  |
| 11. | "Praça da Árvore"          | 4:07    |  |
| 12. | "O Que Eu Só Vejo em Você" | 3:31    |  |
| 13. | "Sem Arrefecer"            | 2:01    |  |
| 14. | "Zer∅ Muit∅"               | 4:18    |  |
| 15. | "Lamento Realengo"         | 4:22    |  |

## Músicos
Banda
- Nando Reis – voz, violão, percussão
- Walter Villaça – guitarras
- Felipe Cambraia – baixo
- Diogo Gameiro – bateria e backing vocais
- Alex Veley – teclado, backing vocais, arranjos de metais e dos backing vocals

Convidados
- Marisa Monte - vocais em "Pra Quem Não Vem"
- Jack Endino - produção e guitarras
- Barrett Martin - percussão e vibrafone
- Steve Scafalti - metais e arranjos de metais
- Chris "CD" Littefiled e Jon Rÿser - metais
- The Ladies (Cora L. Jackson, Lisa G. Allen e Caprielle Symunne) - backing vocais
- Vicki L. Jordan - solo em "Pré-Sal" e "PERSxPECTIVA"
- Jim Hunnsdale - mandolim
- Bolitos e Crab #2 - assovios
- DJ G-Fog - tamborim em "Sei" e "O Que Eu Só Vejo em Você"
- Troy Swanson - programação de teclados

Técnicos
- Os Infernais - coprodução e arranjos
- Chris Hanzsek - masterização
- Jamie Crab #2 Hunsdale - direção
- Captain Larry - pilotagem
- Bushrooms - abastecimento
- Ana Estela Egreja - capa
- Márcio Niveo - projeto gráfico
- Rodrigo Ribeiro - fotografia
- Juary Leocadio, Ivan Hods - retoque